# Orgeval (Yvelines)
Orgeval è un comune francese di 5 972 abitanti situato nel dipartimento degli Yvelines nella regione dell'Île-de-France.

## Società

### Evoluzione demografica
Abitanti censiti